# Дворец культуры «Арктика»
Дворец культуры «Арктика» (бывший Культурно-деловой центр «Арктика») — общественное здание в центре Нарьян-Мара, в котором расположено государственное бюджетное учреждение культуры Ненецкого автономного округа. После Богоявленского собора является самым высоким зданием города — высота 31 метр. 

## Здание
Дворец культуры находится в историко-культурной части Нарьян-Мара на площади Марад Сей (в переводе с ненецкого языка «сердце города»), построенной в 2009 году. Здание центра представляет собой два перпендикулярных прямоугольника. Одна его часть — в два этажа, другая — в три (кроме того, 5 технических этажей). Общая площадь — 13 тыс. квадратных метров.
На этом пространстве размещаются киноконцертный зал вместимостью 760 человек, кинозал на 88 мест, ресторан «Арктика», зимний сад, кафе, подсобные и служебные помещения. В здании, кроме Дворца культуры, также располагаются: ситуационный центр Губернатора Ненецкого автономного округа, выставочный зал и этнокультурный центр НАО.

## История

### Строительство здания
19 июля 2006 года во время личной встречи с Владимиром Путиным Глава администрации Ненецкого автономного округа Валерий Потапенко обратился к главе государства с просьбой оказать региону поддержку в строительстве досугового учреждения для молодежи.
По поручению Президента России Правительство РФ приняло решение о выделении средств на начало строительства досугового центра. В 2007 году белорусским проектным институтом ОАО Институт «Гомельпроект» была разработана проектная документация на строительство общественно-досугового центра.
В конце 2007 года в Нарьян-Маре было снесено здание городского Дома культуры, построенного в 1964 году, а на его месте начато строительство общественно-досугового центра. Генеральным подрядчиком строительства стало ООО «Версо М».
Здание было торжественно открыто 8 мая 2010 года. Возведение здания обошлось более чем в один миллиард рублей, причем 200 миллионов из них было выделено из федерального бюджета.
В 2010 году газета «Няръяна-Вындер» провела конкурс на название нового культурно-делового центра по результатам конкурса было выбрано название «Арктика» (такое название носил первый кинотеатр Нарьян-Мара, открывшийся 12 декабря 1940 года).
4 октября 2011 года в ситуационном центре КДЦ «Арктика» Президент Российской Федерации Дмитрий Анатольевич Медведев провел заседание президиума Госсовета по проблемам ЖКХ.

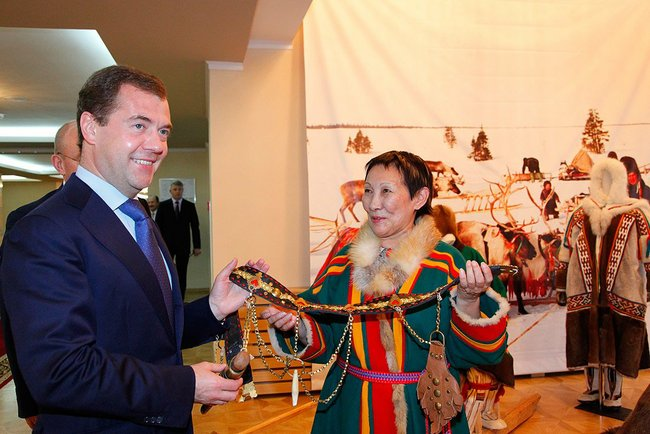
Д. А. Медведев 4 октября 2011 года в КДЦ «Арктика»

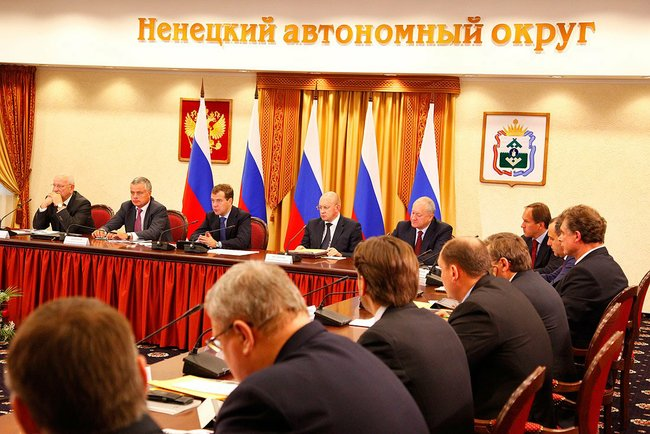
Президиум Госсовета по проблемам ЖКХ 4 октября 2011 года КДЦ «Арктика»

### Дом культуры города Нарьян-Мара
Первое упоминание о Доме культуры города Нарьян-Мара относится к 1940-м годам. Согласно архивным данным ДК был основан в 1944 году. Это подтверждает выписка из приказа № 9 по Нарьян-Марскому ГорОНО от 26.12.1944 года о назначении Крапивиной Евгении Степановны директором городского Дома культуры.
Ранее, с 1937 года в Нарьян-Маре действовал профессиональный Нарьян-Марский городской драматический театр. Театр был основой культурной жизни города, на базе театра проходили городские и окружные смотры художественной самодеятельности. В 1938 году на спектаклях драматического театра побывало более восьми тысяч зрителей. Актёры театра, помимо основной деятельности, вели кружки, выступали на радио.
5 ноября 1948 года решением Архангельского областного Совета депутатов трудящихся профессиональный драматический театр в Нарьян-Маре был закрыт, его актёры уехали в другие города.
В том же 1948 году Ненецкий Окрсполком принял решение передать оставшееся имущество драмтеатра, Нарьян-Марскому городскому Дому культуры.
В 1950 году в Нарьян-Мар возвратился бывший актёр и администратор Нарьян-Марского драмтеатра Моисей Аркадьевич Немчин, которого назначили художественным руководителем и директором Нарьян-Марского городского Дома культуры. В том же году был создан самодеятельный театральный коллектив — Народный театр. В 1961 году любительскому театру, было присвоено звание Народного коллектива. Заведующим постановочной частью Народного театра стал художник Анатолий Иванович Юшко.
С пуском в 1964 году в эксплуатацию нового здания Дома культуры он стал центром культурной жизни города и округа. В результате объединения с Домом народного творчества получил городской ДК получил статус окружного Дома культуры и народного творчества. Работали разнообразные любительские объединения по интересам, проходили модные в 60-х годах диспуты на различные темы, работал городской женский клуб «Ромашка», проводились танцевальные вечера для молодёжи, и ставшие тогда особо популярными вечера «Тем, кому за 25». В 70-е годы при Доме культуры был создан и вёл активную просветительскую работу Народный университет культуры, в котором действовало шесть факультетов. Кинопоказы художественных фильмов часто сопровождались кинолекториями и встречами с актёрами кино. Нередки были в советские времена выступления на сцене ДК звёзд советской эстрады. Коллектив Дома культуры участвовал в организации культурных программ для партийных и комсомольских конференций, советских и профессиональных праздников по заявкам предприятий и учреждений. ДК Нарьян-Мара всегда был и остаётся главным организатором массовых праздников и представлений.
В 1974 году окружной Дом культуры и народного творчества реорганизован в учреждения: окружной Дом культуры и Дом народного творчества, с 1987 года вновь Городской ДК, с 1999 года муниципальное учреждение Дом культуры. С 2001 года Муниципальное учреждение «Дом культуры» г. Нарьян-Мара.
1 февраля 2010 года постановлением Администрации НАО было создано новое окружное учреждение культуры «Культурно-деловой центр Ненецкого автономного округа, ставшее впоследствии собственником здания». Такое решение было принято несмотря на то, что городской совет Нарьян-Мара в 2007 году согласовал снос здания городского Дома культуры при условии, что новое здание после окончания строительства будет передано в собственность города. Оба учреждения находились в одном здании, имели схожие задачи, цели, направления и функции. В сентябре 2015 года ГБУК «КДЦ НАО» и МУК «ДК г. Нарьян-Мар» были объединены в одно — государственное бюджетное учреждение культуры «Дом культуры г. Нарьян-Мара». Возглавил Дом культуры — Александр Николаевич Бурдыко. 29 октября 2015 года ГБУК НАО Дом культуры г. Нарьян-Мара переименовано в ГБУК НАО Дворец культуры «Арктика» .

Ныне снесённое здание Дома культуры

С 1948 года Нарьян-Марский Дом культуры располагался в доме № 7 по улице Хатанзейского, затем находился в нескольких комнатах Клуба моряков на улице Сапрыгина (позже в этом здании находился кинотеатр «Арктика»). В начале 60-х началось строительство типового Дома культуры (Сельский клуб со зрительным залом на 400 мест. Типовой проект № 2-06-33), которое велось методом комсомольско-молодёжной стройки. Поэтому, кроме рабочих стройконторы Ненецкого Окрисполкома, на объекте трудились представители многих организаций города.
В 1964 году Нарьян-Марский городской Дом культуры отпраздновал новоселье в специально построенном для него кирпичном здании по адресу: улица Смидовича, дом 20-А.  В 2007 году в связи с началом строительства нового общественно-досугового центра, здание Дома культуры было снесено, а творческие коллективы ДК, почти три года работали в неприспособленных арендуемых помещениях по адресу: ул. Портовая, 11.

## Коллективы
В 1962 году энтузиастами национального творчества: преподавателем из Ленинграда Т. Ф. Петровой-Бытовой, балетмейстером Е. Е. Хатанзейской, в дальнейшем и с хормейстером Евгенией Андреевной Соболевой — был создан национальный ансамбль песни и танца «Северок», который позже получил название «Хаяр» («Солнце»). В 1975 году ему присвоено почетное звание «Народный самодеятельный коллектив». В 1985 году «Хаяр» с успехом представил Ненецкий автономный округ на XII Всемирном фестивале молодёжи и студентов в Москве. Коллектив за годы творческой деятельности неоднократно становился победителем, лауреатом и дипломантом многих областных, региональных, всероссийских фестивалей и смотров. География поездок коллектива с концертными выступлениями: Москва, Ленинград, Петрозаводск, Хабаровск, Калмыкия, Якутия, Азербайджан и т.д.
В 1977 году хормейстером Н. В. Кулижниковой был организован хор русской песни. Позже огромный вклад в дальнейшее формирование, творческое развитие хорового коллектива привнесли талантливые музыканты, авторы песен о Севере — Заслуженный работник культуры России, хормейстер Майя Петровна Смирнова и концертмейстер Вячеслав Владимирович Смирнов. В память об ушедшем от нас талантливом творческом дуэте Народный хор русской песни в 2005 году постановлением Нарьян-Марского городского Совета был переименован в Народный самодеятельный коллектив «Хор русской песни имени Вячеслава и Майи Смирновых».
В 1985 году молодой хореограф Нарьян-Марского Дома культуры, а ныне Заслуженный работник культуры России Н. Н. Хира создала детский танцевальный кружок, который в скором времени стал называться «Морошки» и получил необычайную популярность. «Морошкам» заслуженно было присвоено звание Образцового самодеятельного коллектива. За четверть века эстетическо-нравственное воспитание в коллективе получили около пятисот мальчишек и девчонок..
В 1982 году М. П. Смирновой создан Народный коми ансамбль «Югыд Шондi» («Ясное Солнце»).
В 1979 году — создан Народный ансамбль «Юность Севера», создателем и бессменным руководителем которого является Заслуженный работник культуры России Г. В. Шелыгинская. Вначале он сформировался как молодёжный ансамбль Нарьян-Марского ПТУ № 24, в котором за годы его работы школу народного танца, эстетического воспитания прошли более пятисот юношей и девушек. В 2002 году ансамбль «Юность Севера» был принят в семью творческих коллективов муниципального учреждения «Дом культуры» г. Нарьян-Мара.
Эстрадно-джазовая студия «Импровиз» созданная в сентябре 2010 года участвует и занимает почетные места в различных конкурсах и фестивалях. Руководитель группы  Кристина Ясинская - стала третьей в финале вокального конкурса «Новая звезда».

## Структурные подразделения
В декабре 2001 года, в деревянном здании - копии первого дома Нарьян-Мара, было создано структурное подразделение Дома культуры «Экспоцентр». Затем оно было переименовано в «Музейно — выставочный центр», с 2014 года — Центр народного и декоративно-прикладного творчества. Вот уже десять лет, под руководством М. В. Моргось, центр — место встречи, организации мастер-классов, выставок нарьянмарских мастеров декоративно-прикладного творчества и самодеятельных художников.
В 2005 году при Доме культуры Нарьян-Мара был образован клуб-библиотека микрорайона Лесозавод. Под руководством заведующей клубом — библиотекой О. М. Истоминой, в микрорайоне создан культурный центр, ставший необычайно востребованным местом встречи жителей, местом оказания библиотечно-информационных услуг и организации различных мероприятий.
Комната боевой и трудовой славы рыбокомбината — музей Печорского рыбокомбината, открытый в честь 50-летнего юбилея предприятия.